# Căn cứ Hải quân vịnh Guantánamo
Căn cứ hải quân vịnh Guantánamo (còn gọi là GTMO và phát âm là Gitmo bởi các nhân viên quân sự Mỹ đóng quân ở đó) nằm trên 45 dặm vuông (120 km2) đất và nước tại vịnh Guantánamo, Cuba, mà Hoa Kỳ thuê để làm một trạm một tiếp than và trạm hải quân trong Hiệp ước Mỹ-Cuba năm 1903 (với giá 2000 USD cho tới năm 1934, cho 4085 USD từ năm 1938 đến nay). Các cơ sở là trên bờ của vịnh Guantanamo ở cuối phía đông nam của Cuba. Đây là căn cứ hải quân Mỹ lâu đời nhất ở nước ngoài. Từ năm 1959, chính phủ Cuba đã liên tục biểu tình phản đối sự hiện diện của Mỹ trên đất Cuba và gọi nó là bất hợp pháp theo luật pháp quốc tế, cáo buộc rằng căn cứ quân sự này đã được áp đặt lên Cuba bằng vũ lực. Tại Hội đồng Nhân quyền Liên Hợp Quốc vào năm 2013, Bộ trưởng Ngoại giao Cuba yêu cầu Mỹ trả lại các cơ sở và các "lãnh thổ bị chiếm đóng" kể từ khi Mỹ xâm lược Cuba trong Chiến tranh Tây Ban Nha-Mỹ trong năm 1898.
Từ năm 2002,  căn cứ hải quân đã chứa một nhà tù quân sự, trại giam vịnh Guantanamo, nơi giam giữ các chiến binh bất hợp pháp bị bắt ở Afghanistan, Iraq, và những nơi khác trong cuộc chiến tranh chống khủng bố. Các trường hợp tra tấn tù nhân, và phủ nhận của họ về bảo vệ các Công ước Geneva, đã bị lên án bởi một số tổ chức quốc tế.